# Sepulcro del Cardenal Tavera
El sepulcro del cardenal Tavera es un monumento funerario renacentista realizado por Alonso Berruguete, situado en la iglesia del Hospital de Tavera de la ciudad española de Toledo.

## Historia
El cardenal Juan Pardo de Tavera había dado orden en su testamento para ser enterrado en el Hospital de San Juan, construido en los extramuros de la ciudad de Toledo y del cual había sido su fundador. El fallecimiento del cardenal se produjo en 1545 en Valladolid, por lo que mientras terminaban las obras en el hospital, sus restos reposaron durante un tiempo en la iglesia Mayor o catedral de Valladolid.
Existen documentos datados del 17 de enero de 1551 en los que se relata que el arquitecto Hernán González del Hospital de Afuera y Alonso Berruguete cobraban diez mil maravedíes por una traza, que a principios del año siguiente, la presentaron con la figura abocetada del fallecido cardenal. Se contrató la ejecución de toda la obra del conjunto funerario, por parte del patronazgo del Hospital, el 20 de agosto de 1554 por tres mil ducados, los cuales se fueron cobrando en diversos plazos durante los siguientes años hasta su terminación en 1561. Una de las condiciones impuestas en el contrato fue que debería ser una estructura «pareja» a la del sarcófago del cardenal Cisneros de la iglesia primada de Alcalá de Henares; así cuando se dio por finalizada la obra en 1561, los comitentes mandaron para comprobar la semejanza exigida, al maestro Nicolás de Vergara el Viejo. Por parte de Berruguete se mandó a Francisco Comontes. Ambos maestros declararon que el sepulcro del cardenal Tavera «cumplía y aún mejor» con lo estipulado comparándolo con el de Cisneros.
Se pidieron los mármoles a Carrara, siendo el proveedor Juan de Lugano, quien en 1557 se comprometía a traer:

... ocho piedras de mármol de la cantera de porbazo que está en carrara en el marquesado, de maca limpias sin beta ni mancha de pelo... cuatro de ellas para el sepulcro que hace alonso berruguete vezino de Valladolid.

 Trabajó en esta obra Berruguete hasta 1561, poco antes de su fallecimiento, ocurrido en una habitación del mismo Hospital, por lo que se considera la última obra de este escultor.

## Descripción
El sepulcro del cardenal Juan Pardo de Tavera se encuentra situado bajo la cúpula en el crucero de la iglesia del Hospital de Tavera de Toledo. Está esculpido en mármol blanco de Carrara y al contrario de lo habitual hasta entonces, no sigue la tipología de sepulcro en nicho (adosado a la pared) sino que es un sarcófago exento, visible por los cuatro lados. Este tipo de enterramiento sigue prototipos italianos.
La cama es rectangular, con cuatro grifos en las esquinas y en el lateral izquierdo dentro de un tondo san Juan Bautista (patrono del hospital) con relieves en ambos lados representando el bautismo de Cristo y la decapitación de san Juan. En el otro lateral largo dentro del tondo la imagen de Santiago Apóstol, en alusión al obispado de Compostela que había ostentado el cardenal y escenas a sus lados del traslado del cuerpo del santo en una carreta. En el lado de los pies se ve la Imposición de la casulla a san Ildefonso y en el otro medallón del testero está labrada una Caridad acogiendo a tres niños, magnífica talla que recuerda obras florentinas.
Sobre el lecho mortuorio, en sus ángulos se encuentran las representaciones sedentes de las virtudes cardinales y en los pies y cabecera unos angelotes sostienen unas cartelas con el blasón del cardenal y una inscripción respectivamente. Encima de este segundo piso del monumento funerario se puso la imagen  yacente del cardenal con vestiduras pontificales realizadas con  sencillez y sólo grabados recamados en la mitra y en la capa dalmática; también los almohadones muestran únicamente un ligero adorno. Junto a la representación del cadáver se ven en los laterales más largos, alegorías de amorcillos humillándose ante la muerte simbolizada por medio de calaveras. Las manos de la imagen del difunto a diferencia de las del cardenal Cisneros que las tenía orantes sobre el báculo, aquí Berruguete las pone caídas y crispadas. El rostro tiene una expresión muy realista, ya que fue copiado fielmente de una mascarilla mortuoria de yeso que se le hizo al difunto, y que sirvió a Berruguete para conseguir el retrato exacto de rigor mortis del cardenal.
La mayoría de los historiadores creen que Alonso Berruguete se valió de la colaboración de algunos ayudantes como de Juan Bautista Vázquez el Viejo, en los ornatos y relieves del sepulcro.